# Iwona Runowska
Iwona Runowska – polska tancerka, choreografka i pedagog.

## Życiorys
Ukończyła Państwową Szkołę Baletową im. Romana Turczynowicza w Warszawie. Studentka na Akademii Muzycznej im. Fryderyka Chopina w Warszawie, Wydział Edukacji Muzycznej, specjalność Pedagogika Baletu. W latach 1984–1985 była związana z Państwowym Zespołem Pieśni i Tańca „Mazowsze”. W latach 1985–1988 była tancerką Teatru Wielkiego w Warszawie. Występowała w premierowej obsadzie musicalu Metro, z którym była na Broadway Minskoff Theater. Stypendystka Joel Hall Dancers & Center.
Współtworzyła choreografię takich widowisk jak: Gala „Teraz Polska” w Sali Kongresowej, otwarcie Międzynarodowych Igrzysk Polonijnych Lublin 2000, 10 lat TVP Polonia w Teatrze Polskim, Sopot Festival 2003, Sylwester w Dwójce 2003.

## Dorobek artystyczny

### Choreografia
- Kopciuszek, Opera Nova w Bydgoszczy (2009)
- Koncert Sylwestrowo-Noworoczny 2009/2010, 2010/2011, 2011/2012, 2012/2013, 2013/2014, 2014/2015, 2016/2017, 2017/2018, 2018/2019, Opera Nova[3]
- Hrabia Luksemburg, Teatr Muzyczny w Lublinie[4] (2010)
- Czarnoksiężnik z Krainy Oz, Teatr Słowackiego w Krakowie (2011)[5]
- Magiczny sklep z zabawkami, Teatr Palladium (2011)[6]
- Rusałka, Opera Nova w Bydgoszczy (2012)
- Przygody Sindbada Żeglarza, Teatr Muzyczny w Gdyni (2014)
- Magiczne Zabawki, Opera Nova w Bydgoszczy(2015)
- Podróże Guliwera, Teatr Polski w Warszawie (2015)
- Don Carlos, Opera Nova w Bydgoszczy (2016)
- Eugeniusz Oniegin. Teatr Wielki w Łodzi (2016)
- Nabucco, Opera Bałtycka w Gdańsku (2017)
- Mąż i Żona, Teatr Polski w Warszawia (2017)
- Amadeusz, Teatr A.Sewruka w Elblągu (2017)
- Rigoletto, Teatr Wielki w Poznaniu (2017)
- Sąd Ostateczny, Opera Bałtycka w Gdańsku (2017)
- Hamlet ze wsi Głucha Dolna, Teatr im.Osterwy Gorzów Wielkopolski (2018)
- Nędza Uszczęśliwiona, Królewska opera (2018)
- Nais, Festiwal Operowy, Opera Nova (2018)
- Boska, Teatr Polski w Bielsku-Białej (2018)
- Cyrulik Sewilski, Opera Bałtycka (2018)
- To Tylko Twist, Teatr Polski w Bielsku-Białej (2018)
- Fragmenty z Na Kwaterunku (2019)
- Ptak Zielonopióry, Teatr Lalka w Warszawie (2019)
- Pielgrzym, Państwowy Zespół Pieśni i Tańca Mazowsze (2019)[7]
- Cabaret, Teatr A.Sewruka w Elblągu (2019)[8]
- Four Seasons, Teatr Mira-Art w Gdyni (2019)[9]

### Asystentka choreografa i współchoreografka
- Jak wam się podoba, Teatr Dramatyczny (1996)
- Grease, Teatr Muzyczny „Roma” (2002)
- Błądzenie, Teatr Narodowy w Warszawie, wspólnie z Jackiem Badurkiem (2004), Teatr Telewizji (2007)
- Koty, Teatr Muzyczny „Roma”, wspólnie z Jackiem Badurkiem (2004)
- Musicale, ach te musicale, Teatr Muzyczny „Roma”
- Akademia pana Kleksa, Teatr Muzyczny „Roma” (2007)
- Carmen, Operetka Gliwicka
- Loteria na mężów, czyli Narzeczony nr 69, Operetka Krakowska
- Oto idzie Panna Młoda, Teatr Komedia (2009)
- Najlepsze z Romy, Teatr Muzyczny „Roma” (2010)

### Spektakle (aktorka)
- Metro, Teatr Dramatyczny
- Do grającej szafy grosik wrzuć, Studio Buffo
- Grease, Teatr Muzyczny „Roma”
- Hamlet, Teatr Ochota
- Opowieści Lasku Wiedeńskiego, Teatr Ateneum
- Ptaszek zielonopióry, Teatr Dramatyczny w Warszawie
- Jak wam się podoba, Teatr Dramatyczny w Warszawie

Źródło.

### Filmografia

#### Seriale telewizyjne
- Daleko od noszy (odc. 2124)

#### Teatr Telewizji
- Milena (1998)

### Programy telewizyjne
- Trafiony Zatopiony (TVN)
- 10-lecie TVP Polonia (TVP Polonia)
- Opole (TVP1)
- Sopot (TVP1)
- Paszporty Polityki (TVP1)
- Marsz marsz Polonia (TVP Polonia)
- Kabaret Olgi Lipińskiej (TVP1)
- Gala Teraz Polska (TVP1)
- Sylwester w Dwójce (TVP2)
- Szlagier Przebój Hit – jubileusz z okazji 90-lecia Zaiksu (TVP1)